# Герб Южной Карелии
Герб Южной Карелии (фин. Etelä-Karjalan vaakuna)  — наряду с флагом Южной Карелии является официальным символом области Южная Карелия Финляндии.

## Описание
Геральдическое пояснение герба 2008 года гласит: «На красно-чëрном рельефном щите изображено бревно с волнистыми краями над двумя ударяющими друг друга руками, из которых правая, бронированная, держит меч, а левый, прикрытый кольцевым доспехом, держит в голой руке изогнутую саблю, всю серебряную, кроме золотых рукояток оружия и соединительных колец доспеха».

## История
До 2009 года область входила в состав губернии Южная Финляндия. До нынешнего герба для Южной Карелии геральдистом Олофом Эриксоном в 1980-х годах был разработан проект герба, который, однако, не был утверждён.
Герб Южной Карелии разработан на основе исторического герба Карелии, с изменением цветов и дополнением новыми элементами. Изображение волны символизирует Сайму и другие водоемы в этом районе. Герб был разработан архитектором-дизайнером Туулой Таскулой и утверждён на заседании областного совета Южной Карелии 2 апреля 1997 года. 10 декабря 2002 года областной совет Южной Карелии также представил региональный флаг, который сочетает в себе элементы регионального герба.

Проект герба Южной Карелии
Герб Южной Финляндии. В нëм видны элементы будущего герба Южной Карелии
Вымпел Южной Карелии